# Pierre Duchesne

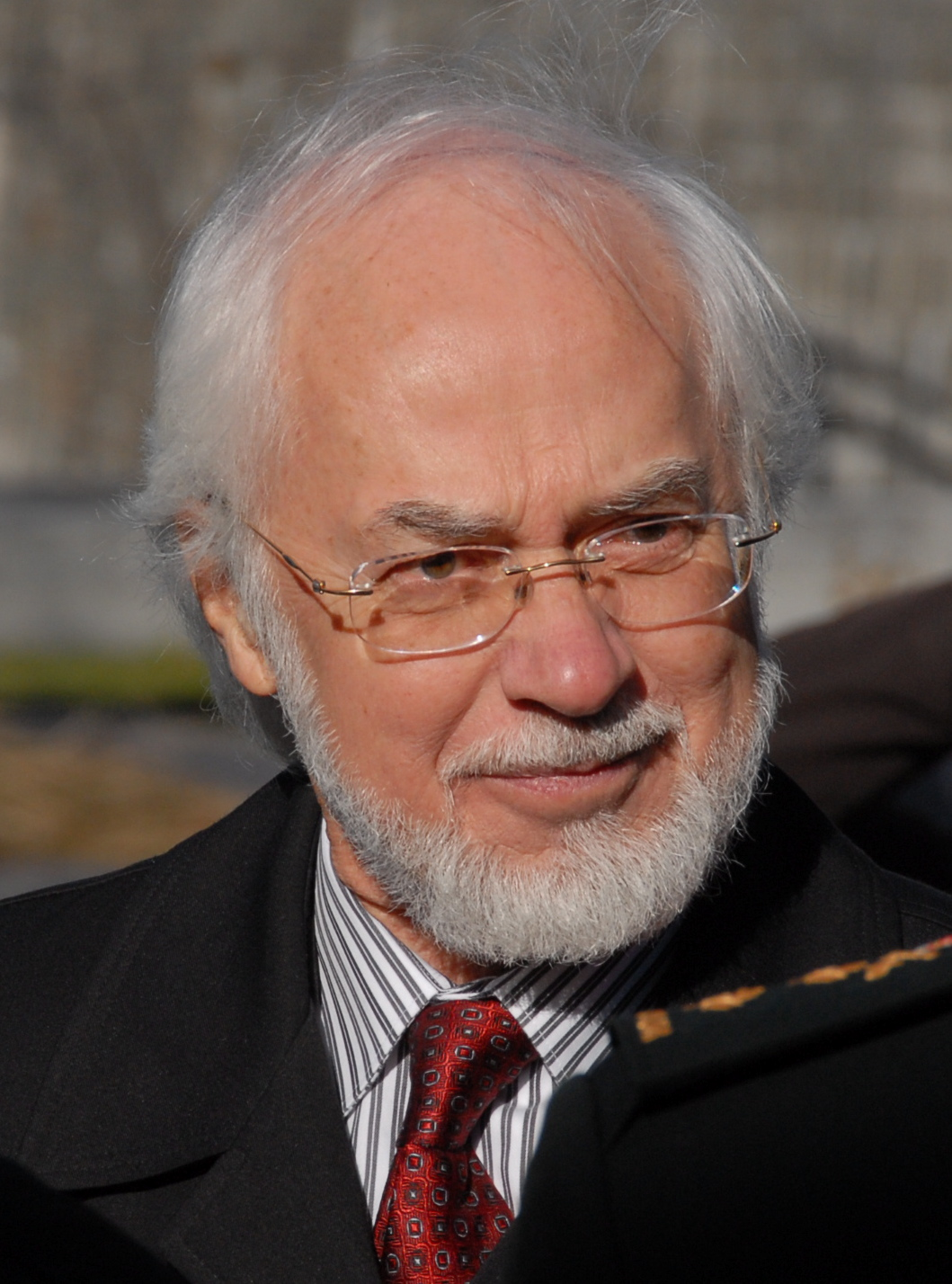
Pierre Duchesne

Pierre Duchesne (* 27. Februar 1940 in La Malbaie) ist ein kanadischer Beamter. Von 2007 bis 2015 war er Vizegouverneur der Provinz Québec. Als solcher repräsentierte er das Staatsoberhaupt, Königin Elisabeth II., auf Provinzebene.

## Biografie
Nach Abschluss des Jurastudiums an der Université Laval in der Stadt Québec arbeitete Duchesne ab 1966 in Sept-Îles als Notar. Ab 1974 arbeitete er in verschiedenen Funktionen für die Nationalversammlung von Québec. Von 1984 bis Dezember 2001 war er deren Generalsekretär, anschließend war er bis Ende 2003 für das Provinzparlament als Sonderberater tätig. Er ist Herausgeber von La Procédure parlementaire du Québec und Autor von Le Règlement annoté de l’Assemblée nationale, zwei wichtigen Publikationen über die Prozeduren der Nationalversammlung.
Am 18. Mai 2007 gab der kanadische Premierminister Stephen Harper die bevorstehende Ernennung Duchesnes als neuen Vizegouverneur Québecs bekannt. Die Vereidigung durch Generalgouverneurin Michaëlle Jean erfolgte am 7. Juni 2007. Dieses repräsentative Amt hatte er bis zum 24. September 2015 inne.